# Пі1 Оріона
π1 Оріона (Пі1 Оріона, π1 Orionis) - зоря в екваторіальному сузір’ї Оріона. Її видима зоряна величина становить 4,74, тож її погано видно неозброєним оком. Виходячи з річного паралаксу 28,04 мас, зоря розташована приблизно за 116 світлових років від Сонця. 
Вона є  зорею спектрального класу A (підклас A3 за Йєркською класифікацією). Це зоря типу λ Волопаса, її спектр показує менші, ніж очікувалося, надлишки для важчих елементів. π1 Оріона - порівняно молода зоря, якій всього 100 мільйонів років і обертається досить швидко: прогнозована швидкість на екваторі становить 120 км/с.  Її маса майже вдвічі перевищує масу Сонця і вона має радіус, що дорівнює 167% радіуса Сонця. Зоря має світність у 16,6 разів більшу за сонячну при ефективній температурі 8611 К. 
Надлишок інфрачервоного випромінювання вказує на наявність залишкового диска з температурою 80 К та орбітою 49 а. о. від зорі. Він має загальну масу 2,2% маси Землі.